# Ophiorrhiza quadrifida
Ophiorrhiza quadrifida là một loài thực vật có hoa trong họ Thiến thảo. Loài này được Blume mô tả khoa học đầu tiên năm 1823.